# Eron
Eron, pseudonimo di Davide Salvadei (Rimini, 1973), è un artista italiano.

## Biografia
Considerato come uno dei più noti esponenti del graffitismo italiano a cavallo fra XX e XXI secolo, Eron si dedica al graffitismo a partire dalla fine degli anni ottanta, quando all'età di 15 anni inizia a praticare graffiti principalmente sui vagoni dei treni.
Nel 2010 compie l'opera Forever and ever... nei secoli dei secoli (2010), un trompe-l'œil sul soffitto della chiesa di San Martino in Riparotta a Rimini, un raro caso di opera d'arte di strada in un edificio di culto; nel 2014 crea un dipinto per il ciclo Mindscape, commissionato dal Comune di Rimini per la promozione turistica della città, esposto nel Museo della Città. Gli viene inoltre commissionata l'affrescatura degli oltre 200 metri del muro di cinta del porto cittadino. Nel 2014 Eron viene invitato dall'Istituto Italiano di Cultura a New York, per la mostra From Street to Art.
Nel febbraio 2014 partecipa alla mostra Critica in arte presso il Museo d'arte di Ravenna con un'installazione costituita dal segno, dipinto sulla parete, di uno specchio staccato dal muro stesso, sopra il quale l'artista ha disegnato con estremo realismo un buco nella parete causato dal chiodo staccato; terminata l'installazione, un operaio addetto all'imbiancatura degli ambienti, non essendosi reso conto di trovarsi davanti l'opera dell'artista, avrebbe cercato invano di stuccare quel buco.